# Vincenzo da Via Anfossi
Pour les articles homonymes, voir Aken.
Vincenzo da Via Anfossi, né Vincenzo De Cesare, surnommé Aken, né en 1972 à Milan, en Lombardie, est un rappeur italien.

## Biographie
Vincenzo da Via Anfossi commence sa carrière comme écrivain au milieu des années 1980, faisant partie des 16K, et signant avec le nom de Aken. En 1998, il devient partie de l'Armata 16, groupe musical formée par quelques membres de 16K. 
Ses qualités de rappeur sont bien représentées dans le disque du groupe publié en 1999, avec le titre Spiriti liberi. Après cette breve expérience il entre dans la Dogo Gang. Après quelques collaborations avec les membres de ce groupe et avec d'autres, il publie son premier album en solo, intitulé L'ora d'aria, distribué par Universal et produit par Don Joe et Deleterio, tous les deux membres de la Dogo Gang.
En 2008 il collabore avec Marracash pour une tournée qui dure jusqu'en août 2009.
Avec Marracash il participe aux MTV European Music Awards parmi d'autres artistes italiens Finley, Baustelle, Fabri Fibra et Sonohra, comme meilleur artiste de l’année 2008 représentant l'Italie. Il participe le 24 septembre 2013 au Mediolanum Forum di Milano.

## Discographie

### Album studio
- 2008 : L'ora d'aria

### Albums collaboratifs
- 1999 : Spiriti Liberi (avec Armata 16)
- 2004 : PMC VS Club Dogo The Official Mixtape (avec Dogo Gang)
- 2005 : Roccia Music (avec Dogo Gang)
- 2008 : Benvenuti nella giungla (avec Dogo Gang)

### Collaborations
- 2003 : Club Dogo feat. Vincenzo da Via Anfossi - Sangue e filigrana (da Mi fist)
- 2003 : Club Dogo feat. Vincenzo da Via Anfossi - Phra (da Mi fist)
- 2004 : Tuer feat. Vincenzo da Via Anfossi - A pieni polmoni (da EP)
- 2004 : Club Dogo feat. Vincenzo da Via Anfossi - La triade (da PMC VS Club Dogo - The Official Mixtape)
- 2004 : Club Dogo feat. Vincenzo da Via Anfossi e Marracash - Tutto il mondo (da PMC VS Club Dogo - The Official Mixtape)
- 2005 : Don Joe e Grand Argent feat. Ask, Vincenzo da Via Anfossi e Marracash - Hustlebound (da Regular)
- 2005 – Gué Pequeno e Deleterio feat. Vincenzo da Via Anfossi e Marracash - Che nessuno si muova (da Hashishinz Sound Vol. 1)
- 2005 : Gué Pequeno feat. Vincenzo da Via Anfossi, Marracash e Jake La Furia - Boss! (da Hashishinz Sound Vol. 1)
- 2006 : Rischio feat. Jake La Furia, Marracash e Vincenzo da Via Anfossi - Il giustiziere della notte (da Reloaded - Lo spettacolo è finito Pt. 2)
- 2006 : Thug Team feat. Marracash e Vincenzo da Via Anfossi - Grossi calibri (da Strategie)
- 2006 : Club Dogo feat. Mc Mars e Vincenzo da Via Anfossi - Don't Test (da Penna capitale)
- 2006 : Gel e Metal Carter feat. Gué Pequeno, Vincenzo da Via Anfossi e Julia - Lavaggio del cervello (da I più corrotti)
- 2007 : EnMiCasa feat. Club Dogo, Marracash e Vincenzo da Via Anfossi - La gente fa... (da Senza respiro)
- 2007 : Ted Bundy feat. Marracash e Vincenzo da Via Anfossi - Che ne sai della gang (da Molotov Cocktail)
- 2007 : Noyz Narcos feat. Gué Pequeno e Vincenzo da Via Anfossi - Real TV (da Verano zombie)
- 2007 : Space One feat. Club Dogo, Marracash e Vincenzo da Via Anfossi - Pallottole nella lettera (da Il ritorno)
- 2007 : Club Dogo feat. Marracash e Vincenzo da Via Anfossi - Puro Bogotà (da Vile denaro)
- 2007 : Fuossera feat. Marracash e Vincenzo da Via Anfossi - Solo andata (da Spirito e materia)
- 2007 : Montenero feat. Don Joe e Vincenzo da Via Anfossi - No so niente (da Milano spara)
- 2007 : Montenero feat. Don Joe e Vincenzo da Via Anfossi - Così e basta (da Milano spara)
- 2008 : Marracash feat. Vincenzo da Via Anfossi e Jake La Furia - Quello che deve arrivare - Arriva arriva (da Marracash)
- 2008 : Sgarra feat. Jake La Furia e Vincenzo da Via Anfossi - Sub Zero (da Disco imperiale)
- 2008 : Sgarra feat. Vincenzo da Via Anfossi - Libero arbitrio (Jake La Furia - da Disco imperiale)
- 2008 : Fabri Fibra feat. Vincenzo da Via Anfossi - In Calabria (In Italia Remix)
- 2009 : Fabri Fibra feat. Vincenzo da Via Anfossi - Extralarge (da Chi vuole essere Fabri Fibra?)
- 2009 : Caneda feat. Vincenzo da Via Anfossi, Gué Pequeno - Icaro (Remix)
- 2009 : Club Dogo feat. Infamous Mobb, Vincenzo da Via Anfossi, Montenero - Infamous Gang (da Dogocrazia)
- 2010 : Fedez e Dynamite feat. Vincenzo da Via Anfossi - Diss-Agio (da Diss-Agio EP)
- 2011 : Vincenzo da Via Anfossi - A chi tocca tocca (singolo)
- 2011 : Fedez feat. Vincenzo da Via Anfossi e Caneda - Mollami (da Tutto il contrario Remixtape)
- 2011 : Gué Pequeno feat. Vincenzo da Via Anfossi e Montenero - Grezzo (da Il ragazzo d'oro)
- 2011 : Shablo e Don Joe feat. Ted Bundy, Royal Mehdi, Rischio e Vincenzo da Via Anfossi - Grand Prix (da Thori & Rocce)
- 2011 : Marracash feat. Vincenzo da Via Anfossi - Fiaba di strada (da Roccia Music II)
- 2011 : Fedez feat. Ghali Foh e Vincenzo da Via Anfossi - Giorni da (Il mio primo disco da venduto)
- 2013 : Gotik e Romeo feat. Vincenzo da Via Anfossi - Galera
- 2013 : Denny Lahome, Fedez, Sick il Magro, Ted Bee feat. Vincenzo da Via Anfossi - Vai a fare in culo (da Chiamami Mixtape Vol. 2)
- 2014 : Gué Pequeno feat. Vincenzo da Via Anfossi - Si sboccia Remix (da Bravo ragazzo - Royal Edition)